# فرشاة بالموجات فوق صوتية

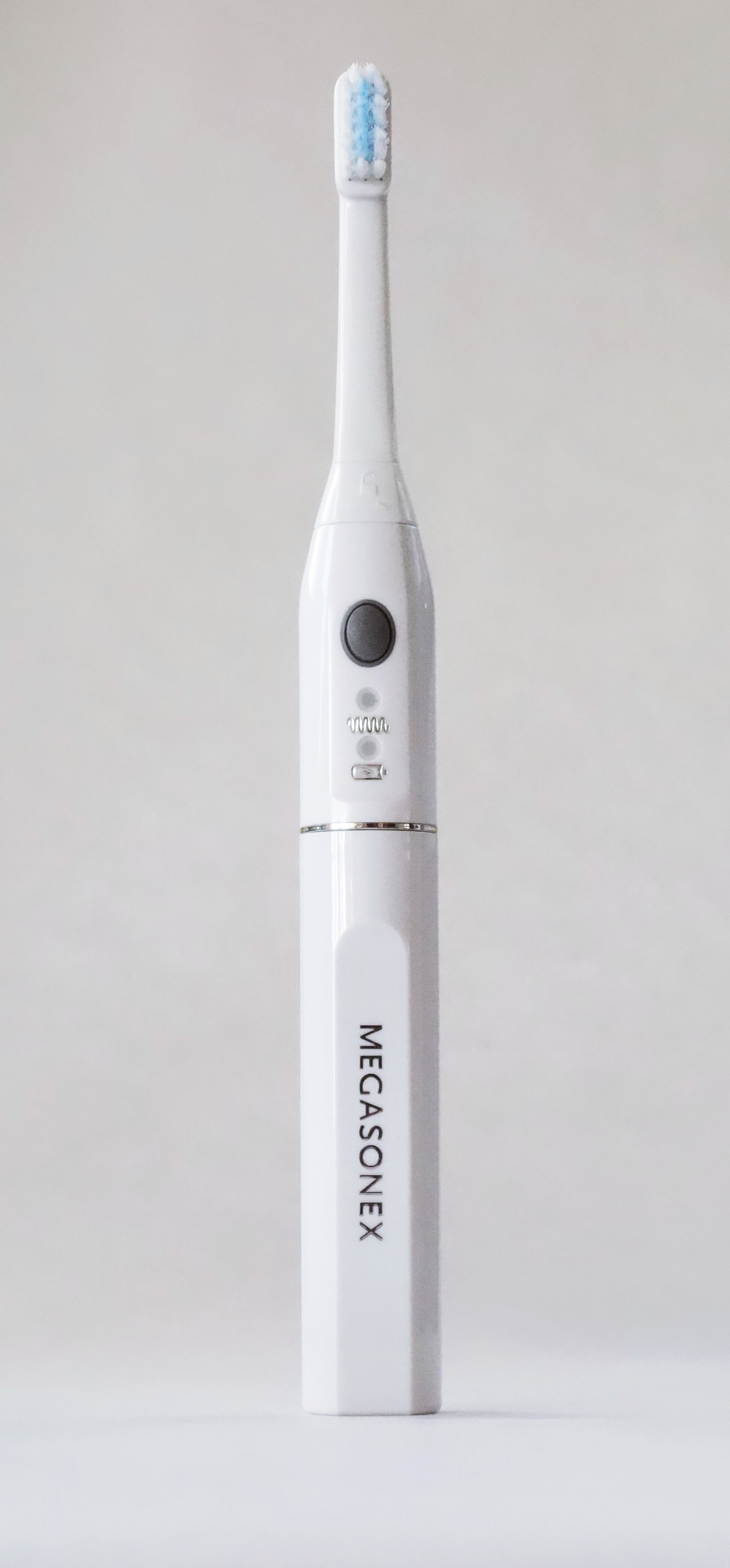
فرشاة بالموجات فوق صوتية

فرشاة بالموجات فوق صوتيةهي فرشاة أسنان إلكترونية مصممة للاستخدام المنزلي اليومي. تعمل عن طريق توليد الموجات فوق الصوتية من أجل المساعدة في إزلة البلاك والبكتيريا بطريقة غير مؤذية. وهي تعمل عادة على تردد 1.6 ميغاهيرتز، وهو ما يقابل 96,000,000 نبضة أو 192,000,000 حركة في الدقيقة الواحدة. وتعرف الموجات فوق الصوتية بأنها سلسلة من موجات الضغط تولد على تردد صوتي لا يمكن للإنسان سماعه.

## الخلفية
يستخدم عامة الناس الفرشاة الكهربائية منذ أوائل الخمسينات. فقد تطورت اليوم، ويمكن تقسيمها إلى ثلاث فئات حسب سرعة اهتزازها: كهربائية وصوتية وفوق صوتية.
فتهتز فرشاة الأسنان إما للأعلى أو للأسفل، أو في حركة دائرية وفي بعض الأحيان مزيج من الإثنين. ويتم احتساب سرعة اهتزازها عادة بعدد الحركات في الدقيقة الواحدة، حيث تهتز فرشاة الأسنان الكهربائية الشائعة بسرعة بين بضعة آلاف مرة في الدقيقة إلى ما يقرب 10,000 إلى 12,000 مرة في الدقيقة الواحدة. أما فرشاة الأسنان الصوتية فتسمى بذلك الاسم لأن سرعتها أو تردد اهتزازها كصوت المحرك الذي يقع ضمن المدى المتوسط التي يستخدمها الناس في الاتصالات. فصوت الشخص البالغ يكون تردده الأساسي من 85 إلى 180 هرتز (10,200 إلى 21,000 حركة في الدقيقة)، وللإناث البالغين 165 إلى 255 هرتز (19,800 إلى 30,600 حركة في الدقيقة). وتعمل فرشاة الأسنان بالموجات فوق الصوتية عادة عن طريق توليد الموجات فوق الصوتية من الكريستال بيزو المزروع، ويمكن أن يبدأ التردد من 20,000 هرتز (2,400,000 حركة في الدقيقة). لكن التردد الأكثر شيوعًا وفق العديد من الدراسات، في هذا المجال ما يقرب من 1.6 ميغاهيرتز، وهو ما يترجم إلى 96,000,000 موجات أو 192,000,000 حركة في الدقيقة.

## التاريخ
وصفت شركة سونيك أول فرشاة أسنان بالموجات فوق الصوتية بداية باسم Ultima® في وقت لاحق تغير إلى Ultrasonex®. وكان أول براءة اختراع لروبرت تي في الولايات المتحدة في عام 1992. وفي نفس العام أعطت إدارة الغذاء والدواء الموافقة بأن الفرشاة أصبحت صالحة للاستخدام المنزلي اليومي. عملت Ultima® في البداية فقط على الموجات فوق الصوتية، وبعد سنوات قليلة، تم إضافة المحرك إلى فرشاة Ultrasonex® التي وفرت اهتزاز صوتي إضافي، ثم بيعت سونكس لشركة لسالتون التي بدأت بتوزيع المنتج في الولايات المتحدة والعديد من البلدان الأخرى. وفي عام 2008م قرر الملاك الجدد لمؤسسة سالتون الخروج من سوق صحة الفم ومنذ ذلك الحين بدأت العديد من الشركات الجديدة بيع فرشاة الأسنان بالموجات فوق الصوتية مثل Ultreo® ،Megasonex®، وغيرها من العلامات التجارية مثل إيمي-Dent®. بالإضافة إلى ذلك، في أواخر عام 2012، أسس روبرت تي بوك فرشاة الأسنان بالموجات فوق الصوتية الجديدة وSmilex® فرشاة أسنان بالموجات فوق الصوتية باستخدام التكنولوجيا المحدثة. تعمل معظم فرشاة الأسنان بالموجات فوق الصوتية في وقت واحد مع الاهتزاز الصوتي.

## الفعالية
تعمل الموجات فوق صوتية في مجموعة من 1.0 إلى 3.0 ميغاهيرتز على نطاق واسع في الأجهزة الطبية العلاجية لزيادة سرعة التئام العظام وعلاج التهاب الفم القلاعي ونزيف اللثة وإزالة البلاك وغير ذلك.

## سلامة الموجات فوق الصوتية
لقد استخدمت الموجات فوق الصوتية في الطب لما يقارب نصف القرن، وتمت دراسة سلامتها في نفس الفترة الزمنية تقريباً. وفي عام 1992، سمحت إدارة الأغذية والعقاقير الأمريكية لأول مرة باستخدام الموجات فوق الصوتية على تردد 1.6 ميغاهيرتز في فرشاة الأسنان. في عام 1993، طور المعهد الأمريكي للموجات فوق الصوتية في الطب (AIUM) بالاشتراك مع (NEMA) عرض المخرجات القياسية للأوزون، بما في ذلك المؤشر الحراري والمؤشر الميكانيكي التي تم إدراجها في اللوائح الجديدة لإدارة الأغذية والعقاقير. وتحد هذه اللوائح من إنتاج الطاقة لهذه الأجهزة إلى مستوى منخفض بما يكفي لتجنب زيادة درجة الحرارة المحيطة الأنسجة بأكثر من 1 °م.